# Afroleptomydas mauricei
Afroleptomydas mauricei är en tvåvingeart som beskrevs av Joseph Charles Bequaert 1961. Afroleptomydas mauricei ingår i släktet Afroleptomydas och familjen Mydidae.
Artens utbredningsområde är Botswana. Inga underarter finns listade i Catalogue of Life.